# Sigismund Furrer

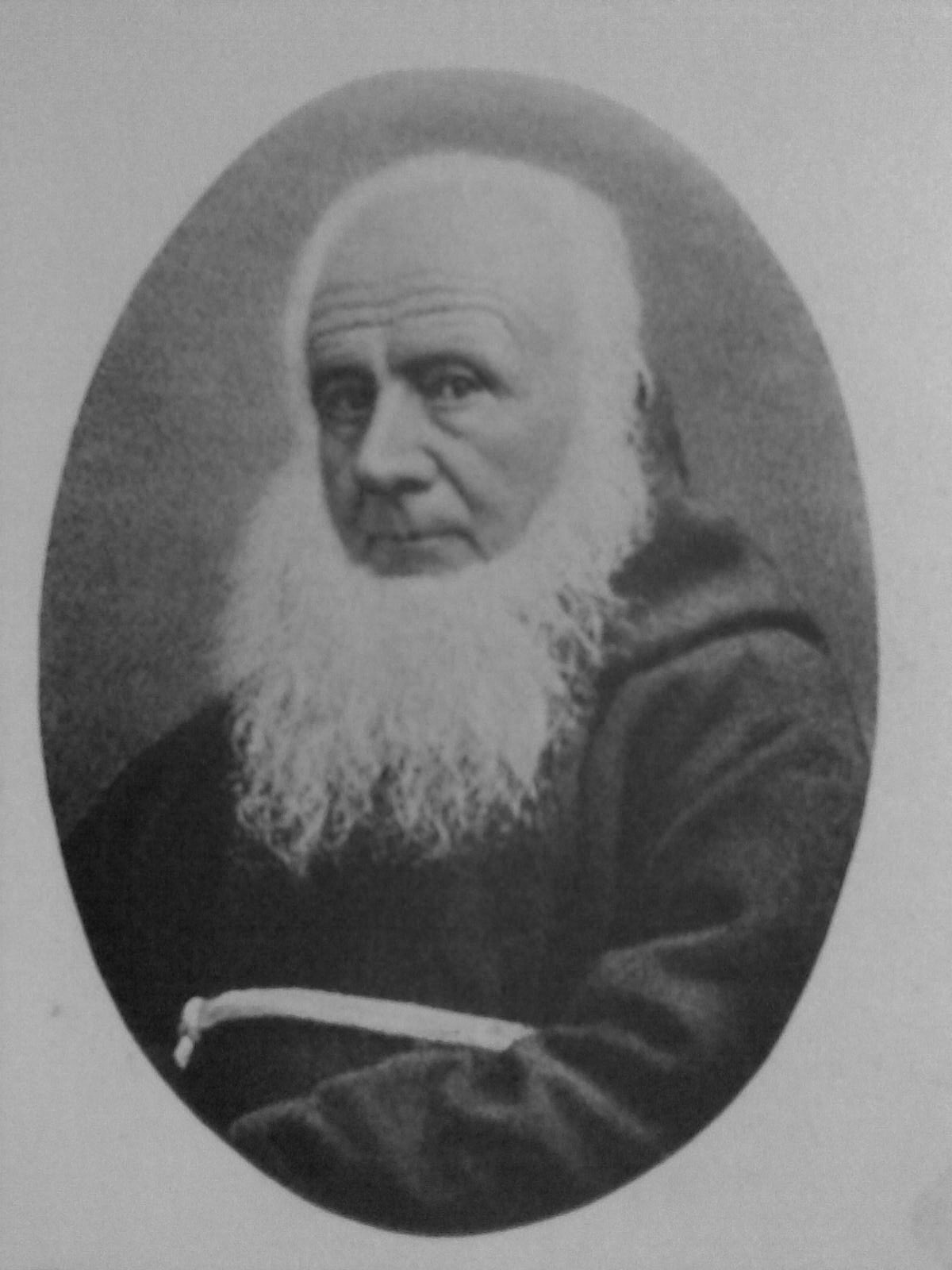
Sigismund Furrer von Unterbäch

Sigismund Furrer (bürgerlicher Name Johann Josef Christian Furrer; * 24. Dezember 1788 in Unterbäch, Kanton Wallis; † 1. Juni 1865 in Sitten) war erster Historiograph des Wallis und Provinzial der Schweizer Kapuziner.

## Leben
Johann Josef Christian Furrer wurde als Sohn des Theophil Furrer und der Maria Venetz geboren. Er wuchs in Unterbäch im Ortsteil Salzgebe im später nach ihm benannten Sigismund-Haus auf. 1810 trat er in den Kapuzinerorden in Sitten ein. 1811 wurde er in Freiburg zum Priester geweiht unter dem Namen Sigismund, zu Ehren des heiligen Sigismund (Stifter des Klosters St-Maurice VS). Er war mehrmals Guardian, Lektor und Novizenmeister in Sitten und Solothurn. 1836 bis 1839 war er als Provinzial Vermittler zwischen konservativen und liberalen Strömungen in der Frage der Schulreform. Von den Liberalen des Wallis wurde er zweimal zum Bischof von Sitten vorgeschlagen. Von 1844 bis 1847 war er Erziehungsrat. Von 1845 bis 1850 war er Dozent am bischöflichen Seminar und am Lyzeum in Sitten. 1861 war er Gründer und erster Präsident der Geschichtsforschenden Gesellschaft des Kantons Wallis.
Der Maler Laurent Justin Ritz schrieb von seiner Tätigkeit von 1844 bei den Kapuzinern: «Ich war während dieser Zeit äusserst vergnügt bei den lieben Patres und gar besonders mit dem gelehrten, guten, demütigen Pater Sigismund Furrer. Diesen tätigen Mann möchte ich unseren Kloster- und Weltgeistlichen als Muster aufstellen.»

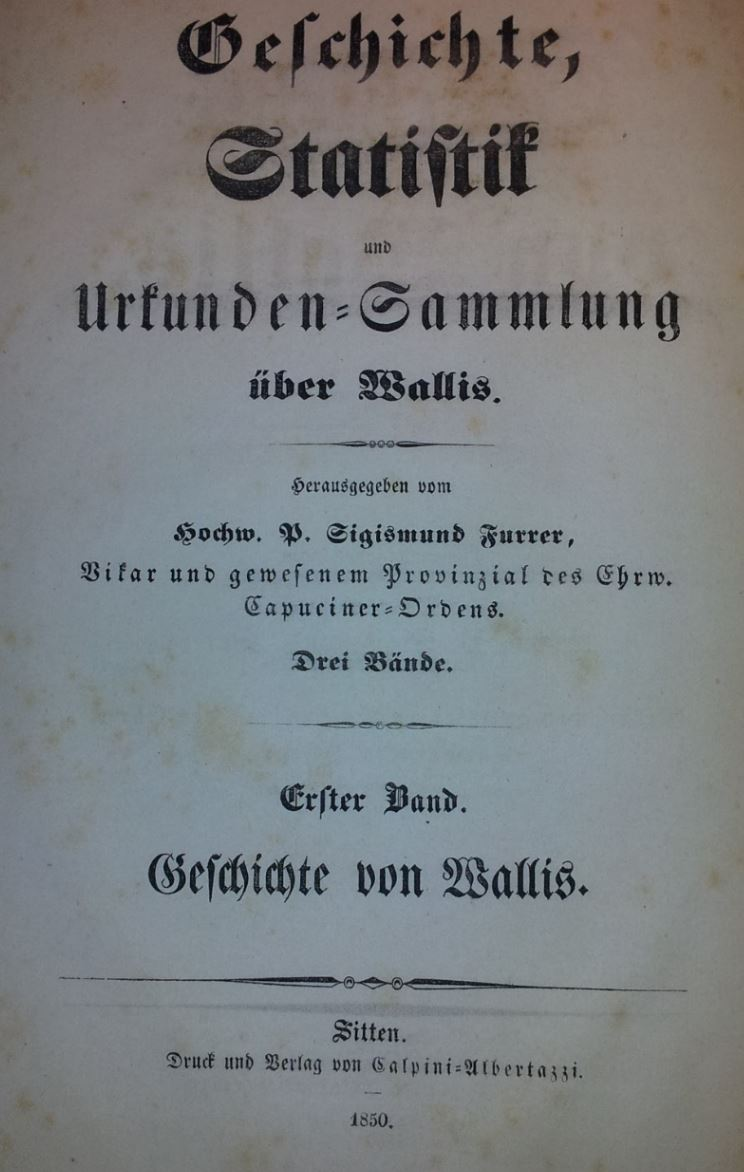
Sigismund Furrer, Historiograph aus Unterbäch, drei Bände

## Der Historiker
Sein dreibändiges Werk, erschienen 1850 bis 1852 als erste Walliser Geschichte in deutscher Sprache, musste sich oft den Vorwurf der Unzuverlässigkeit gefallen lassen. Sigismund Furrer war sich bewusst, mit seiner Arbeit nichts Vollkommenes geleistet zu haben, wie er im Vorwort schreibt. Er wollte nur der Klage, dass das Land noch keine eigene Geschichte habe, abhelfen. «Darum wird das Wenige, was in diesem Versuche einer Vaterlandsgeschichte erscheint, wenigstens verzeihlich sein und mit Nachsicht aufgenommen werden: und das um so mehr, weil dem Verfasser nebst den Fähigkeiten, Zeit und Mittel abgingen, etwas Vollständiges zu liefern.»
Obschon «kein Schreibstoff größerer Gefahr und härterer Kritik ausgesetzt ist als der geschichtliche […], konnte [das] den Wunsch, einem Zeitbedürfnisse abzuhelfen, nicht ersticken; sondern es führte auf den Gedanken: etwas Unvollkommenes bahnt den Weg zum, so sehr erwünschten, Vollkommenen».
Er leistete Pionierarbeit für das Wesen der Geschichtsforschung im Wallis. Er veröffentlichte über zwanzig geschichtliche Arbeiten. Im Jahre 1861 gründete er den ersten historischen Verein des Oberwallis.

Münze für Sigismund Furrer

Wenn ihm 1857 die III. Allgemeine Schweizerische Industrie-, Kunst-, Literatur- und Landesausstellung Bern eine Denkmünze zuerkannte, zeigt das die Wertschätzung seiner Arbeit.

## Der Kapuziner
Die Kapuziner sehen ihr besonderes Charisma in der Betonung des kontemplativen Gebetslebens, gepaart mit der Nähe zu den Menschen, insbesondere den Armen, Schwachen und Kranken. 
Als Dorfpfarrer Alois Werlen von Unterbäch nach Kippel wechselte, nahm er den aufgeweckten Christian Furrer mit und war um seine Bildung besorgt. Innerhalb des Ordens hatte Pater Sigismund Furrer in Sitten dann verschiedene Funktionen inne, und nach seiner Flucht vor den Franzosen aus dem Wallis verbrachte er mehrere Jahre in Luzern und Solothurn, bevor er nach Sitten zurückkehrte.
Der Kapuzinerorden war zur Zeit von Pater Sigismund Furrer geprägt von einer stürmischen, unsicheren Entwicklung. In der damals durch einerseits eher bewahrende, anderseits aber vorwärts drängende Mitbrüder stark polarisierten Kapuzinergemeinschaft vertrat Furrer die Öffnung. Er war von 1836 bis 1839 Provinzial der Schweizer Kapuziner – wurde wegen seiner Gesinnung aber nur einmal in dieses Amt gewählt.
Zu seinen Schülern in Sitten gehörte Theodosius Florentini, auf den er bedeutenden Einfluss ausübte. Theodosius, der Caritasapostel und spätere Gründer der Schwesternkongregationen von Menzingen und Ingenbohl, bekannte: «Dieser Mann hat mich studieren gelernt, hat mein geistiges Auge geöffnet.»
Im Heimatkloster genoss Pater Sigismund das Ansehen und Vertrauen der kirchlichen und weltlichen Behörden. Die Walliser Regierung hatte ihn zweimal als Kandidaten für den Bischofsstuhl von Sitten vorgeschlagen.
Furrers wichtigste theologische Veröffentlichung ist seine Schrift über das Predigtamt. Im Sinne der Offenbarungstheologie bildet für Furrer die «positive Offenbarung» die Grundlage des christlichen Glaubens. Als solche übersteigt sie die menschliche, selbst die «aufgeklärteste» Vernunft, deren Richtschnur und Norm sie vielmehr darstellt.

## Werke
- Geschichte, Statistik und Urkunden-Sammlung über Wallis. Hrsg. vom Hochw. P. Sigismund Furrer. Verlag Calpini-Albertazzi, Sitten 1850–1852. Band 1: Geschichte von Wallis (eingeschränkte Vorschau in der Google-Buchsuche). Band 2: Statistik von Wallis (eingeschränkte Vorschau in der Google-Buchsuche). Band 3: Urkunden, welche Bezug haben auf Wallis (eingeschränkte Vorschau in der Google-Buchsuche).

## Biographien
- Walliser Bote, 9. Juni 1965, 100. Todestag.[4]
- Walliser Bote, 6. Juni 2015, 150. Todestag.[8]
- Anton Gattlen: Verzeichnis des handschriftlichen Nachlasses von Sigismund Furrer. 1969.